# Nhạc Latinh
Nhạc Latinh hay nhạc Latin (tiếng Bồ Đào Nha và tiếng Tây Ban Nha: música latina) là một thuật ngữ được ngành công nghiệp âm nhạc sử dụng để chỉ đến dòng nhạc gom góp đủ các phong cách âm nhạc đến từ khu vực Mỹ Latinh, Tây Ban Nha, Bồ Đào Nha và Hoa Kỳ, cùng như thứ âm nhạc được hát bằng tiếng Tây Ban Nha hoặc tiếng Bồ Đào Nha.

### Thập niên 1990

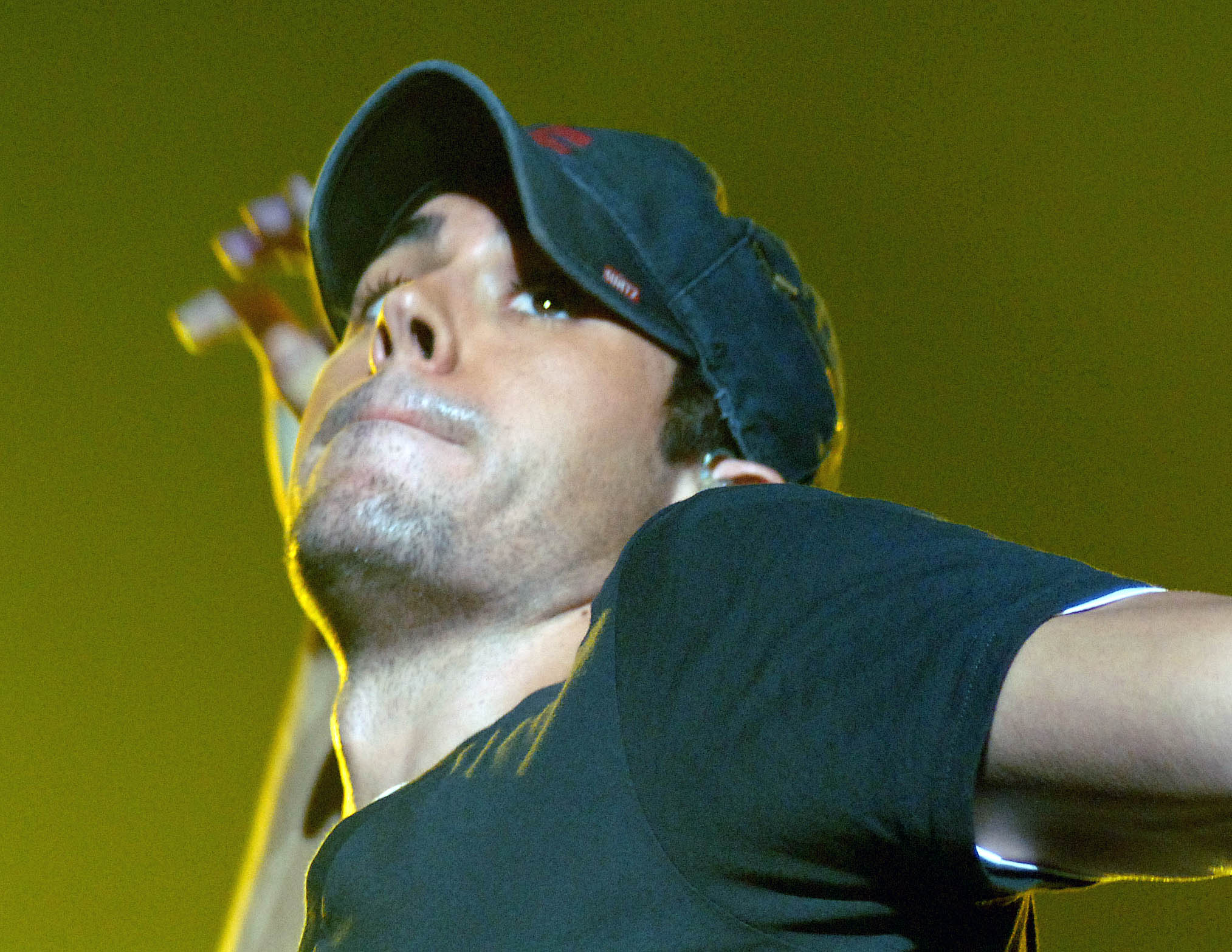
Enrique Iglesias, con trai của Julio Iglesias được mệnh danh là Ông hoàng nhạc pop Latinh hiện đại.